# Elias Saad
Elias Saad (* 27. Dezember 1999 in Hamburg) ist ein tunesisch-deutscher Fußballspieler. Er war im Futsal deutscher Nationalspieler, bevor er Bundesliga-Profi wurde. Er steht bis Sommer 2029 beim FC Augsburg unter Vertrag.

## Karriere

### Vereine
Saad begann im Hamburger Stadtteil Wilhelmsburg bei Einigkeit Wilhelmsburg mit dem Fußballspielen. In der Jugend spielte er in der Folge beim SV Wilhelmsburg, Niendorfer TSV und Buxtehuder SV. In der Saison 2017/18 spielte der Flügelspieler, der auch noch ein Jahr in der A-Jugend hätte spielen können, 18-mal für die Herrenmannschaft in der sechstklassigen Landesliga Hamburg und erzielte 8 Tore. Während der Saison 2018/19 musste die Mannschaft vom Spielbetrieb zurückgezogen werden, sodass keine Leistungsdaten vorliegen.
Zur Saison 2019/20 wechselte der 19-Jährige in die fünftklassige Oberliga Hamburg zum HSV Barmbek-Uhlenhorst. Dort erzielte er in 24 Spielen zehn Tore, ehe die Spielzeit ab März 2020 wegen der COVID-19-Pandemie abgebrochen wurde. Auch die Folgesaison wurde pandemiebedingt vorzeitig beendet; bis November 2020 war Saad in allen sechs Spielen zum Einsatz gekommen und hatte dreimal getroffen.
Daraufhin wechselte Saad zur Saison 2021/22 in die viertklassige Regionalliga Nord zu Eintracht Norderstedt. Bis zur Winterpause der Folgesaison schoss er in 38 Spielen 18 Tore.
Zum 1. Januar 2023 wechselte Saad in die 2. Bundesliga zum FC St. Pauli und wurde somit im Alter von 23 Jahren Profi. Unter Fabian Hürzeler schaffte er es zunächst nicht in den Spieltagskader. Er unterstützte daher die zweite Mannschaft in der Regionalliga Nord im Abstiegskampf und erzielte in 4 Spielen 3 Tore. Am 26. Spieltag saß Saad erstmals auf der Bank, ohne jedoch eingewechselt zu werden. Nach einem weiteren Spiel als ungenutzter Einwechselspieler debütierte er Mitte April 2023 in der zweithöchsten deutschen Spielklasse, als er bei einer 1:2-Niederlage – die erste nach 10 Siegen in Folge – gegen Eintracht Braunschweig in der Schlussphase eingewechselt wurde. Eine Woche später erzielte Saad bei der 3:4-Niederlage im Hamburger Stadtderby gegen den Hamburger SV nach seiner Einwechslung den zwischenzeitlichen 2:3-Anschlusstreffer und damit sein erstes Tor in einer Profiliga.
Zur Saison 2025/26 wechselte Saad zum Ligarivalen FC Augsburg. Er unterschrieb dort einen Vertrag bis 2029.

### Nationalmannschaft
Für die Länderspiele im September 2023 wurde Saad von Jalel Kadri erstmals in die tunesische Nationalmannschaft berufen. Er kam jedoch nicht zum Einsatz, da sich der tunesische Fußballverband nicht sicher war, ob er im Hinblick auf seine Einsätze in der deutschen Futsalnationalmannschaft spielberechtigt ist. Nachdem Saad für die Oktober-Länderspiele nicht nominiert worden war, sagte er die Spiele im November 2023 ab, da er beim Verein bleiben wollte. In der Folge wurde er auch nicht für den Afrika-Cup 2024 nominiert.

## Titel
- Deutscher Zweitligameister und Aufstieg in die Bundesliga: 2024

## Futsal
Lange spielte Saad vor allem Futsal. Er spielte bis 2021 beim heutigen Futsal-Bundesligisten HSV-Panthers (heute nur Hamburger SV) in der Regionalliga Nord und wurde bei der letzten deutschen Futsal-Meisterschaft des DFB deutscher Vizemeister, ehe die Futsal-Bundesliga eingeführt wurde. Von April bis September 2019 spielte er 5-mal für die deutsche Futsalnationalmannschaft.

## Privates
Seine Eltern stammen aus Tunesien. Saad wuchs in Hamburg im Stadtteil Wilhelmsburg auf.